# Sandeothallus
Sandeothallus är ett släkte av bladmossor. Sandeothallus ingår i familjen Sandeothallaceae.
Sandeothallus är enda släktet i familjen Sandeothallaceae.
Kladogram enligt Catalogue of Life:
| Sandeothallus | \| \| Sandeothallus japonicus \| \| \| \| \| \| Sandeothallus radiculosus \| \| \| \| |
|               | \| \| Sandeothallus japonicus \| \| \| \| \| \| Sandeothallus radiculosus \| \| \| \| |
|               | Sandeothallus japonicus                                                               |
|               |                                                                                       |
|               | Sandeothallus radiculosus                                                             |
|               |                                                                                       |